# Titularbistum Amphipolis
Amphipolis (ital.: Amfipoli) ist ein Titularbistum der römisch-katholischen Kirche. 
Es geht zurück auf einen untergegangenen Bischofssitz in der gleichnamigen antiken Stadt in der römischen Provinz Macedonia im heutigen Norden Griechenlands. Der Bischofssitz war der Kirchenprovinz Philippi zugeordnet.
| Titularbischöfe von Amphipolis |                       |                               |                 |                |
| Nr.                            | Name                  | Amt                           | von             | bis            |
| 1                              | Edward Vincent Dargin | Weihbischof in New York (USA) | 25. August 1953 | 20. April 1981 |